# 博比茨
博比茨是德国梅克伦堡-前波莫瑞州的一个市镇。总面积65.49平方公里，总人口2576人，其中男性1338人，女性1238人（2011年12月31日），人口密度39人/平方公里。